# سینه‌سرخ مانگرویی

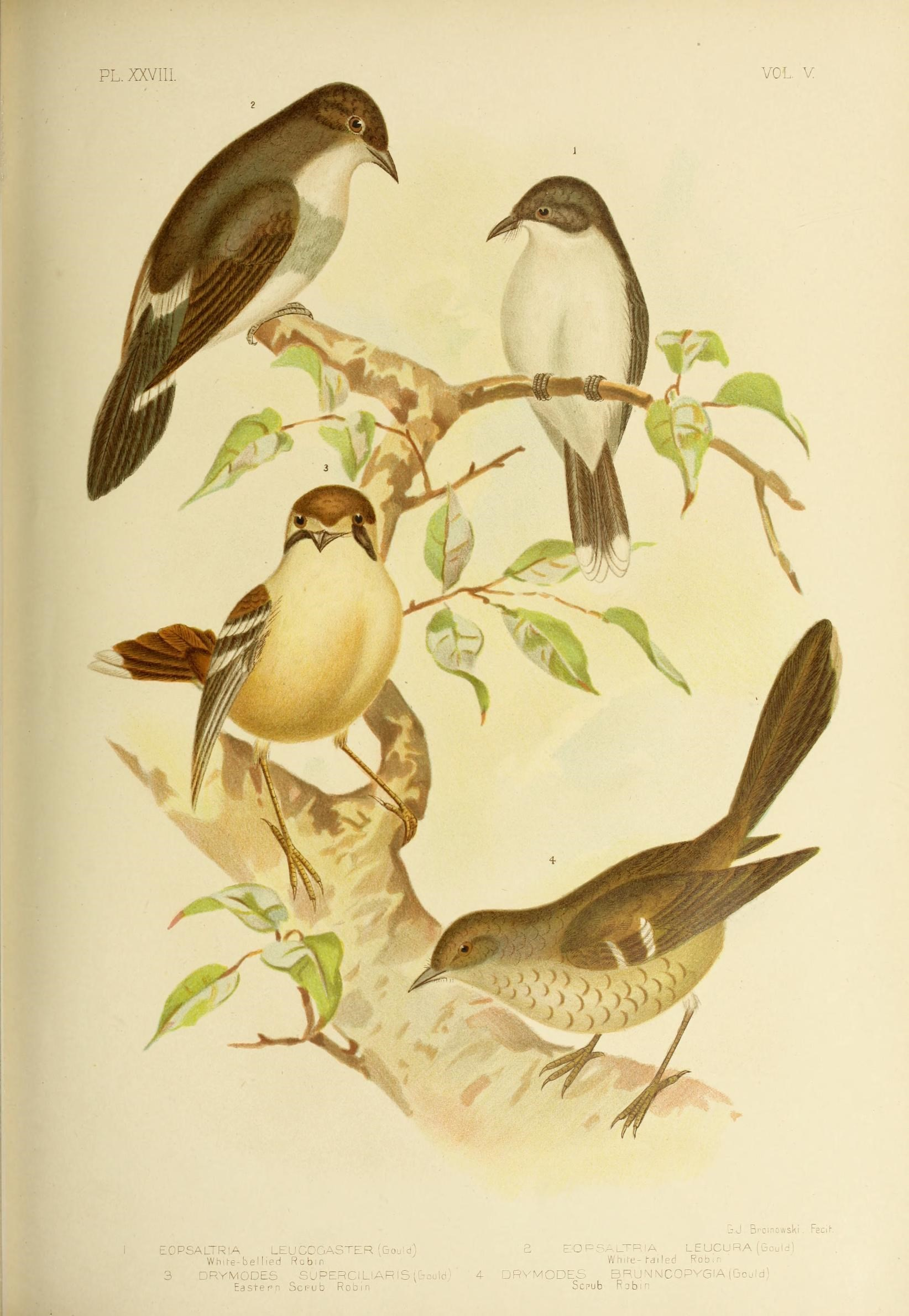
پرندگان استرالیا

سینه‌سرخ مانگرویی (نام علمی: Peneoenanthe pulverulenta) گنجشک‌سانی است که در خانواده سینه‌سرخ‌های استرالزی قرار دارد. زیستگاه این پرنده در پاپوآ گینه نو، اندونزی و استرالیا می‌باشد. نام این پرنده از زیستگاه آن گرفته شده‌است. کرناها در میان پوشش‌های گیاهی درختچه‌های کرنا زندگی می‌کنند و در گروه فهرست سرخ آی‌یوسی‌ان و کمترین نگرانی قرار دارند.